# Jacquemontia ciliata
Jacquemontia ciliata là một loài thực vật có hoa trong họ Bìm bìm. Loài này được Sandwith mô tả khoa học đầu tiên năm 1930.